# Alexios Strategopoulos

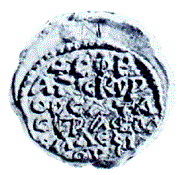
Siegel des Alexios Strategopoulos: „Ἀλέξιος Στρατηγόπουλος ἐκ τοῦ γένους Κομνηνῶν“ („Alexios Strategopoulos aus dem Geschlecht der Komnenen“)

Alexios Komnenos Strategopoulos (griechisch: Ἀλέξιος Κομνηνὸς Στρατηγόπουλος, Aléxios Komnēnós Stratigopoulos) war ein byzantinischer Aristokrat und General, der bis in die höchsten militärischen und höfischen Ränge, darunter megas domestikos (Oberbefehlshaber des Heeres) und Kaisar (Caesar), aufstieg. Er war entfernt mit der Dynastie der Komnenen verwandt und erscheint in den Quellen erstmals in fortgeschrittenem Alter zu Beginn der 1250er Jahre als Heerführer des Kaiserreichs Nikaia im Kampf gegen das Despotat Epirus.
Nach einem Zerwürfnis mit Kaiser Theodor II. Laskaris wurde Strategopoulos inhaftiert. Nach dessen Tod im Jahr 1258 schloss er sich dem aristokratischen Lager um Michael VIII. Palaiologos an und unterstützte dessen Aufstieg zur Macht. Im Jahr 1259 nahm er am Feldzug von Pelagonia teil, bei dem er wesentliche Erfolge erzielte und kurzzeitig Epirus eroberte. Bereits im folgenden Jahr wurde er jedoch von den Epirioten besiegt und gefangen genommen. Nach einigen Monaten wurde er freigelassen.
Im Juli 1261 gelang ihm ein unerwarteter und entscheidender Schlag: die Rückeroberung Konstantinopels von den Kreuzfahrern des Lateinischen Kaiserreichs, womit er die Wiederherstellung des Byzantinischen Reiches einleitete. 1262 geriet er erneut in epiriotische Gefangenschaft und wurde für mehrere Jahre nach Italien gebracht. Nach seiner Freilassung zog er sich aus der Öffentlichkeit zurück und starb in den frühen 1270er Jahren.

## Herkunft und Familie
Über die frühen Lebensjahre von Alexios Strategopoulos ist nahezu nichts bekannt, ebenso wenig über seine genaue Abstammung – außer, dass er dem byzantinischen Adel entstammte. Andere Mitglieder der Familie Strategopoulos werden bereits im 11. und 12. Jahrhundert erwähnt. Ein gewisser Johannes Strategopoulos soll um das Jahr 1216 megas logothetes (oberster Minister) im Kaiserreich Nikaia gewesen sein, wobei unklar ist, ob und in welchem Verhältnis er zu Alexios stand.
Strategopoulos scheint mit der berühmten Dynastie der Komnenen verwandt gewesen zu sein, wie ein Siegel aus der Zeit um 1255 nahelegt. Dieses trägt die Inschrift: „Alexios Strategopoulos aus der Familie der Komnenen“.
Zwei spätere Quellen – Gennadios Scholarios im 15. Jahrhundert und der anonyme Autor, der als Pseudo-Sphrantzes bekannt ist (16. Jahrhundert) – berichten, dass Strategopoulos ein Nachkomme des Kaisars Nikephoros Melissenos und dessen Ehefrau Eudokia Komnene war. Letztere war die Schwester des byzantinischen Kaisers Alexios I. Komnenos (reg. 1081–1118). Über ihren Sohn Johannes Komnenos soll diese Linie zu Alexios Strategopoulos geführt haben. Nach Pseudo-Sphrantzes war Strategopoulos ein Urenkel von Johannes Komnenos, wobei sich sein Beiname „Strategopoulos“ („kleiner Feldherr“) von der Ehefrau seines Großvaters Alexios ableiten soll. Scholarios hingegen nennt Johannes Komnenos seinen Ururgroßvater und berichtet, dass nur Strategopoulos’ vermeintlicher Vater, Theodosios, diesen Spitznamen erhalten habe – verliehen vom nikäischen Kaiser Johannes III. Dukas Batatzes (reg. 1222–1254) aufgrund seiner militärischen Tüchtigkeit.
Das genaue Geburtsdatum von Alexios Strategopoulos ist nicht bekannt. Da er jedoch 1258 als „alter Mann“ bezeichnet wird, dürfte er um die Wende zum 13. Jahrhundert geboren worden sein. Aus seiner eigenen Familie ist lediglich sein Sohn Konstantin namentlich überliefert. Laut dem byzantinischen Historiker Georgios Pachymeres war dieser mit einer Tochter des sebastokrator Isaak Dukas Vatatzes verheiratet, des Bruders von Kaiser Johannes III. Dukas Vatatzes.

## Frühe Laufbahn
Alexios Strategopoulos tritt erstmals in den Quellen in den Jahren 1252/53 während der Herrschaft von Johannes III. Dukas Vatatzes in Erscheinung. Damals führte er ein Kontingent des nikäischen Heeres an, das in das Gebiet des Despotats Epirus – des griechischen Rivalen Nikaias – rund um den Ostrovo-See eindrang und dort plünderte.
Im Jahr 1254 war Strategopoulos in Serres in Makedonien stationiert. Im darauffolgenden Jahr nahm er gemeinsam mit dem megas primmikerios Konstantin Tornikes an einem Feldzug gegen die Festung Tzepaina im westlichen Rhodopengebirge teil. Der Feldzug endete in einer schweren Niederlage mit hohen Verlusten. Der zeitgenössische Historiker Georgios Akropolites führt das Scheitern auf die mangelhafte Führung der beiden Kommandanten zurück, denen es unter anderem an ausreichender Aufklärung der gegnerischen bulgarischen Streitkräfte mangelte. Infolge der Fehleinschätzung floh das nikäische Heer in Unordnung und ließ seine Ausrüstung und Pferde zurück – laut Akropolites zur Freude „bulgarischer Hirten und Schweinezüchter“.
Diese Niederlage erzürnte den nikäischen Kaiser Theodor II. Laskaris (reg. 1254–1258) derart, dass er beide Feldherren ihres Amtes enthob. Vermutlich aufgrund von Strategopoulos’ Nähe zum aristokratischen Lager um Michael Palaiologos wurde zudem sein Sohn Konstantin wegen lèse-majesté (Majestätsbeleidigung) geblendet, und Strategopoulos selbst wurde wenig später inhaftiert.

## Rückkehr zur Macht und Feldzüge gegen Epirus
Strategopoulos wurde vermutlich unmittelbar nach dem Tod Kaiser Theodor II. Laskaris im August 1258 aus der Haft entlassen. Gemeinsam mit anderen führenden Vertretern des Adels unterstützte er maßgeblich den erfolgreichen Staatsstreich von Michael Palaiologos gegen den bisherigen Regenten Georgios Mouzalon am 25. August. In der Folge übernahm Michael Palaiologos die Regentschaft für den minderjährigen Thronerben Johannes IV. Laskaris.
Noch im selben Jahr begleitete Strategopoulos das Heer unter dem Befehl von Michaels Bruder, dem megas domestikos Johannes Palaiologos, das sich dem Ausgreifen epirotischer Ambitionen auf Makedonien entgegenstellte. Als Michael Palaiologos Anfang 1259 zum Kaiser ausgerufen wurde, wurde Johannes Palaiologos zum sebastokrator befördert, während Strategopoulos dessen Nachfolge als megas domestikos antrat.
Im Jahr 1259 nahm Strategopoulos an dem Feldzug teil, der in der entscheidenden Schlacht von Pelagonia gipfelte. Dort besiegte das nikäische Heer eine Allianz aus Epiroten, Sizilianern und Achäern. Gemeinsam mit Nikephoros Rimpsas gelang es Strategopoulos, ein aus 400 deutschen Rittern bestehendes Kontingent gefangen zu nehmen, das von König Manfred von Sizilien zur Unterstützung der Epiroten entsandt worden war.
Nach dem Sieg bei Pelagonia stieß Johannes Palaiologos nach Thessalien vor, während Strategopoulos zusammen mit Johannes Raoul Petraliphas beauftragt wurde, das Kernland von Epirus zu unterwerfen. Die beiden Heerführer überschritten das Pindos-Gebirge, umgingen Ioannina – das sie jedoch unter Belagerung stellten – und eroberten schließlich die epirotische Hauptstadt Arta. Der epirotische Despot Michael II. musste daraufhin auf die Insel Kefalonia fliehen. In Arta konnten zahlreiche gefangene Nikaier befreit werden, darunter auch der Historiker Georgios Akropolites. Für diesen Erfolg wurde Strategopoulos in den Rang eines Kaisars erhoben.
Bereits im folgenden Jahr jedoch wurde der nikäische Erfolg weitgehend zunichtegemacht: Michael II. kehrte mit seinen Söhnen und einem italienischen Söldnerheer nach Arta zurück, wobei ihn die lokale Bevölkerung massiv unterstützte. In der darauffolgenden Schlacht am Trikorfon-Pass bei Nafpaktos wurde das nikäische Heer geschlagen, und Strategopoulos geriet in epirotische Gefangenschaft.

## Rückeroberung Konstantinopels
Trotz der Rückschläge nach der Schlacht von Pelagonia war Michael VIII. Palaiologos nun in der Lage, sein höchstes Ziel zu verfolgen: die Rückeroberung von Konstantinopel, der ehemaligen Hauptstadt des Byzantinischen Reiches, die seit der Eroberung durch den Vierten Kreuzzug im Jahr 1204 Sitz des Lateinischen Kaiserreichs war. Um dieses Ziel zu erreichen, schloss Michael im März 1261 ein Bündnis mit Genua.
Im Juli 1261 – kurz vor Ablauf eines einjährigen Waffenstillstands, der nach einem vorherigen gescheiterten Angriff Nikaias vereinbart worden war – entsandte Michael den kürzlich aus epirotischer Gefangenschaft entlassenen Strategopoulos mit einem kleinen Vorauskommando von etwa 800 Soldaten. Seine Aufgabe war es, die Bewegungen der Bulgaren zu beobachten und die Verteidigungsanlagen der Lateiner auszuspähen.
Als das nikäische Kontingent das Dorf Selymbria, etwa 48 Kilometer westlich von Konstantinopel, erreichte, erfuhr es von ortsansässigen unabhängigen Bauern (thelematarioi), dass die gesamte lateinische Garnison sowie die venezianische Flotte abwesend waren – sie führten zu diesem Zeitpunkt einen Überfall auf die nikäische Insel Daphnousia durch.
Strategopoulos zögerte zunächst, die günstige Lage auszunutzen. Zum einen war seine Truppe sehr klein und könnte im Falle einer raschen Rückkehr des Feindes leicht vernichtet werden, zum anderen würde ein solcher Angriff seine Befehle überschreiten. Letztlich entschloss er sich jedoch, die einmalige Gelegenheit zur Rückeroberung der Stadt nicht ungenutzt verstreichen zu lassen.
In der Nacht vom 24. auf den 25. Juli 1261 näherte sich Strategopoulos mit seinen Männern den Stadtmauern von Konstantinopel und verbarg sich in einem nahegelegenen Kloster unweit des Quelltors (Pylē tēs Pēgēs). Ein Teil seiner Truppe, angeführt von ortskundigen thelematarioi, drang über einen geheimen unterirdischen Zugang in die Stadt ein. Sie überraschten die Wachen, öffneten ein Stadttor und ermöglichten so dem nikäischen Heer den Eintritt.
Die lateinischen Verteidiger wurden vollkommen überrumpelt. Nach kurzem Kampf gelang es den Nikaiern, die Kontrolle über die Landmauern zu übernehmen. Als sich die Nachricht in der Stadt verbreitete, flohen die lateinischen Einwohner – einschließlich Kaiser Balduin II. – in Richtung der Häfen am Goldenen Horn, in der Hoffnung, per Schiff entkommen zu können. Strategopoulos ließ zugleich die venezianischen Lagerhäuser und Gebäude an der Küste in Brand setzen, um eine Rückkehr oder Landung der Feinde zu verhindern. Dennoch ermöglichte die rechtzeitige Rückkehr der venezianischen Flotte die Flucht zahlreicher Lateiner in die noch lateinisch beherrschten Gebiete Griechenlands – doch Konstantinopel war endgültig verloren.
Die Rückeroberung der Stadt bedeutete die Wiederherstellung des Byzantinischen Reiches. Am 15. August 1261, dem Fest der Entschlafung der Gottesmutter (Dormitio Theotokou), zog Kaiser Michael VIII. feierlich in Konstantinopel ein und wurde in der Hagia Sophia gekrönt. Die Ansprüche des jungen Johannes IV. Laskaris wurden ignoriert – er wurde geblendet und in Haft genommen.
Strategopoulos wurde für seine entscheidende Rolle mit einer Triumphprozession durch die Stadt geehrt. Darüber hinaus ließ Michael VIII. seinen Namen für ein Jahr in den kirchlichen Liturgien gemeinsam mit dem des Kaisers und des Patriarchen nennen.

## Spätere Jahre und Tod
Nach seinem legendären Erfolg bei der Rückeroberung Konstantinopels wurde Alexios Strategopoulos im Jahr 1262 erneut mit dem Kommando über ein Heer gegen das Despotat Epirus betraut. Doch diesmal verlief der Feldzug unglücklich: Strategopoulos wurde von Despot Nikephoros Komnenos Dukas, dem Sohn Michaels II., besiegt und gefangen genommen. Nikephoros übergab ihn daraufhin an König Manfred von Sizilien, der ihn nach Italien bringen ließ.
Strategopoulos blieb mehrere Jahre in italienischer Gefangenschaft, bis er im Jahr 1265 freigekauft wurde – im Austausch gegen Konstanze von Staufen, die Schwester Manfreds und Witwe von Kaiser Johannes III. Dukas Vatatzes.
Die letzte bekannte Erwähnung von Strategopoulos stammt aus einem Dokument vom Dezember 1270, in dem er eine Stiftung an das Kloster Makrinitissa bei Volos machte. Er starb vermutlich zwischen 1271 und 1275, wahrscheinlich in Konstantinopel.